# Discocalyx effusa
Discocalyx effusa är en viveväxtart som beskrevs av Carl Christian Mez. Discocalyx effusa ingår i släktet Discocalyx och familjen viveväxter. Inga underarter finns listade i Catalogue of Life.